# Abel Sánchez
Abel Sánchez, subtitulada Una historia de pasión, és una novel·la escrita per Miguel de Unamuno durant el seu exili a Fuerteventura i França, l'any 1917. És una nivola preexistencialista, ja que analitza un drama interior que no deixa viure el protagonista.

## Argument
Abel Sánchez és la història de dos amics, Joaquín Monegro i Abel Sánchez, explicada des del punt de vista del primer. Joaquín sent una malaltissa enveja cap al seu amic d'ençà que són petits, que es veu accentuada quan aquest es casa amb Helena, la dona de qui Joaquín està enamorat. A partir d'aquest punt, s'obsessiona fins a límits inimaginables. Cap dels intents de Joaquín per oblidar o superar el seu adversari (el seu matrimoni amb Antonia, la seva carrera com a metge, la seva filla...) seran fructuosos, de manera que dedicarà tota la seva vida en aquesta passió destructiva, sense poder fer altra cosa.
Joaquín desitja perpetuar el seu odi casant la seva filla, Joaquina, amb el fill d'Abel i Helena, Abelín. Quan s'acosta el final de la història, creu que Joaquina pot sentir gelosia de la bellesa encara latent d'Helena, immortalitzant-se així l'enveja i l'odi de la família Monegro-Sánchez.
Quan neix el fill de Joaquina, Abel decideix que es digui Joaquín. El metge, però, comença a sentir que el seu net s'estima més Abel. Quan aquest últim cau malalt, ja molt dèbil, Joaquín decideix matar-lo en presència del net.
Finalment, abans de morir, Joaquín confessa que ell va assassinar Abel i demana perdó.

## Temes
El tema principal d'aquesta nivola és l'enveja, que Unamuno ja havia tractat en el drama teatral El otro. Hi ha un intent desesperat per escapar d'aquesta obsessió i el resultat és el fracàs més absolut. S'arriba a pensar que hi ha quelcom de predeterminació, ja que Joaquín no pot fugir d'ella. Abel té tot el que ell desitja: Helena (la dona dels seus somnis), el triomf professional (Abel és un reconegut pintor), la vida li somriu... mentre que ell ha de conformar-se amb una dona que no estima i amb la qual adopta una relació de mare-fill... En tots els terrenys, les diferències són abismals i susciten l'enveja visceral i atàvica per part de Joaquín.
No és casual ni fortuït que un dels personatges principals s'anomeni Abel. Evidentment, aquest fet ens transporta a la primera lluita fratricida, la de Caïn i Abel, relatada a la Bíblia. Es poden establir, doncs, les relacions pertinents: Caïn, que al drama estaria representat per Joaquín, no pot sofrir que Yahvé hagi preferit les ofrenes d'Abel a les seves, fet que acabarà portant-lo a matar el seu germà. En aquesta obra, però, es replanteja el mite: és realment culpable Caïn? Potser l'enveja que sentia pel seu germà és fruit de la preferència de Yahvé per Abel, fet que en certa manera l'exculparia moralment.
Altres temes secundaris que trobem a l'obra de Miguel de Unamuno són l'amor, la supèrbia espiritual, el voluntarisme...

## Tècniques narratives
Aquest drama interior es transmet al lector mitjançant diversos recursos narratius: les intervencions del narrador omniscient en tercera persona (no gaire abundants), els diàlegs entre els diferents personatges, d'una extensió considerable (conformen la major part de la nivola), i finalment, els fragments d'una Confesión en primera persona, escrits per Joaquín Monegro, generalment integrats en la narració. El repartiment del text narratiu entre aquests elements és irregular al llarg de tota la novel·la, tot i que de les tres, la que més espai ocupa en tot el conjunt és el diàleg. Els fragments extrets de la Confesión són molt més abundants en la primera meitat, mentre que en la segona és més esporàdica.
Aquesta confessió, que només llegim parcialment, és una catarsi de Joaquín destinada a la seva filla. Comença a escriure-la als 51 anys, després que la Joaquina es casi amb el fill d'Abel. La finalitat real d'aquestes memòries és el desprestigi d'Abel en favor seu, tot pensant que la seva filla les publicaria i ell aconseguiria la fama que tant enveja en el seu amic, plasmant així l'ànima humana com Abel ho feia amb les seves pintures. Evidentment, Joaquín és subjectiu i distorsionador, ja que té una perspectiva parcial i exagerada, fet que ens permet veure la seva visió paranoica-obsessiva.
Unamuno, com a tècnica narrativa, empra el pastiche literari, és a dir, juga amb la pròpia literatura fent múltiples referències a la tradició com el ja esmentat mite caïnita. El punt de partida és inqüestionablement el Gènesi que l'autor cita textualment en diferents ocasions, però que reelabora a partir de les lectures de Lord Byron, qui, com a romàntic s'identifica i justifica el fratricida. Així doncs, encara que pugui semblar paradoxal, el germen d'aquesta història no està en la Bíblia, sinó en el que aquesta no ens explica. Caïn no escull ser envejós, l'han fet envejós, i així s'escuda Joaquín Monegro. Hauríem d'esmentar altres fonts com el conte de Leopoldo Alas Benedictino (1893) o el de Màxim Gorki, Caín y Artemio.